# Curt von Faber du Faur
Karl Wilhelm Edmund Kurt („Curt“) von Faber du Faur, auch von Faber-du-Faur (* 5. Juli 1890 in Stuttgart; † 10. Januar 1966 in New Haven, Connecticut, Vereinigte Staaten), war ein deutsch-amerikanischer Schriftsteller, Literaturwissenschaftler, Journalist, Verleger, Bibliothekar und Barockforscher.

## Lebenslauf und akademische Karriere
Von Faber du Faur war ein Sohn des Berufssoldaten Georg Wilhelm Otto von Faber du Faur (1859–1920) und dessen Frau Freiin Henriette Cotta von Cottendorf (1865–1943). Zu seinen Vorfahren väterlicherseits zählte der französische Jurist und Dichter Guy Du Faur. Seine Mutter entstammte der Familie Cotta.
Von 1909 bis 1919 war von Faber du Faur Offizier in der württembergischen Armee und nahm am Ersten Weltkrieg teil. Ab Januar 1919 studierte er Kunstgeschichte und Germanistik in München und Gießen. Seine Dissertation über einen anonymen süddeutschen Kupferstecher und Maler des späten 15. Jahrhunderts wurde als „Der Hausbuchmeister“ (Berlin, Gloria-Verlag, 1921) veröffentlicht.
1923 ließ sich von Faber du Faur als Antiquar in München nieder, wo er gemeinsam mit Georg Karl die Firma Karl & Faber gründete, die sich zu einem der bedeutendsten deutschen Auktionshäuser für antiquarische Bücher und Kunst entwickelte. Die Firma firmierte nach mehreren Namensänderungen als Hartung & Hartung. 1931 verlegte von Faber du Faur seinen ersten Wohnsitz nach Florenz, in dessen Nähe er ein Anwesen erwarb, um Oliven, Weizen und Wein anzubauen. In Italien und bei seinen Deutschlandaufenthalten verfasste er Kritiken und Artikel für die „Frankfurter Zeitung“. Im März 1939 wanderte er in die Vereinigten Staaten aus.
Bereits als Schüler und Student war von Faber du Faur leidenschaftlicher Büchersammler. Einen großen Teil seiner wertvollen Privatsammlungen, die viele Erstdrucke und auch Manuskripte enthielt, bot er der Harvard University an, wo sie von 1939 bis 1944 als Leihgabe verwahrt und Wissenschaftlern zugänglich gemacht wurde. Auf Honorarbasis hielt von Faber du Faur literaturwissenschaftliche und bücherkundliche Vorlesungen in Harvard. 1944 verkaufte er seine Büchersammlung an die Yale University, wo er 1944 zunächst als wissenschaftlicher Mitarbeiter (Research Associate in German Literature and Bibliography und Associate Curator der Deutsche Literatursammlungen, u. a. der Sammlung Speck) tätig war, bevor er im Februar 1951 Forschungsprofessor wurde. Während seiner Jahre in Yale hatte er auch Gastdozenturen inne, so an der Columbia University (1949/50) und an der Summer School des Middlebury College (1951). Seit 1955 war von Faber du Faur alleiniger Chefkurator der Bibliothekssammlung Collection of German Literature in Yale.
Von Faber du Faur war zudem Fellow des Davenport College in Yale und Treuhänder der Yale Library Associates. Zu seinen wichtigsten Auszeichnungen zählen die Yale-Medaille (1964), das Bundesverdienstkreuz (1965) und die goldene Goethe-Medaille des Goethe-Instituts (1966). Er war Mitglied der Deutschen Akademie für Sprache und Dichtung in Darmstadt. Zu seinen Freunden gehörten Richard Alewyn, Ernst Hauswedell, Paul Hindemith, Thornton Wilder und Karl Wolfskehl.

## Schriftstellertätigkeit
In den 1920er Jahren suchte von Faber du Faur Anschluss an den Kreis um den Dichter Stefan George. Die Yale Collection of German Literature verfügt in ihren Beständen von von Faber du Faur über stark kommentierte Kopien von Georges Gedichtzyklen. Im George-Kreis lernte von Faber du Faur auch seine spätere Frau, die in Hamburg geborene Titanic-Überlebende Emma Mary Mock (1876–1961), geschiedene Schabert, verwitwete Blake, kennen. Ihre Hochzeit fand 1928 statt. Emma brachte zwei Kinder in die Ehe mit, Beatrice und Kyrill Sidney Schabert.
Von Faber du Faur schrieb und veröffentlichte u. a. einen Gedichtband und drei expressionistische Theaterstücke: Uffizien. 14 Gedichte (Florenz, 1933); Das grüne Blut. Dramatisches Gedicht (München, 1936); Der Abfall. Dramatisches Gedicht (München, 1937) und St. Satyros. Dramatisches Gedicht (München, 1937).

## Bibliophilie und Barockforschung
Zu den George-Anhängern mit denen er befreundet war, gehörte u. a. der Dichter und Barockexperte Karl Wolfskehl, mit dem von Faber du Faur den bahnbrechenden kommentierten Katalog Sammlung Victor Manheimer. Deutsche Barockliteratur von Opitz bis Brockes (Katalog 27, 1927) verfasste und im Verlag seines Antiquariats publizierte. Mit Wolfskehl verband ihn ein reger Briefwechsel, der auch während der neuseeländischen Exilzeit Wolfskehls fortgeführt wurde.
Durch seine Sammlertätigkeit, sein Schreiben und Lehren beeinflusste von Faber du Faur maßgebend das Studium der deutschen und europäischen Literaturen des 17. Jahrhunderts in den Vereinigten Staaten. Seine in den USA erschienene zweibändige Bibliografie German Baroque Literature (1958, 1969) seiner Büchersammlung war lange Zeit eine Standardbibliografie im Bereich der deutschen Barockliteratur; ihre diskursiven Kapiteleinführungen dienen immer noch als allgemeine Einführung in dies wissenschaftliche Forschungsgebiet. Zur Rezeption der Barockforschung von Faber du Faurs gibt es ein beredtes Zeugnis (“The Legacy of Curt Faber du Faur to the United States”, Colloquia Germanica 25 [1992], 195–209) von Blake Lee Spahr, dem wahrscheinlich prominentesten Schüler von Faber.

## Schriften (Auswahl)
- Der Hausbuchmeister (Berlin, Gloria-Verlag, 1921)
- [zusammen mit Karl Wolfskehl] Sammlung Victor Manheimer. Deutsche Barockliteratur von Opitz bis Brockes (1927)
- [zusammen mit Kurt Wolff] Tausend Jahre deutscher Dichtung (1927)
- Deutsche Barocklyrik; eine Auswahl aus der Zeit von 1620–1720 (Salzburg, 1936)
- German Baroque Literature (New Haven, 1958, 1969)
- 14 Gedichte (Florenz, 1933)
- Das grüne Blut. Dramatisches Gedicht (München, 1936)
- Der Abfall. Dramatisches Gedicht (München, 1937)
- St. Satyros. Dramatisches Gedicht (München, 1937)